# سن-اتاناز، کبک
سن-اتاناز (به فرانسوی: Saint-Athanase) شهری در منطقه شهری تمیسکوواتا ناحیه با-سن-لوران در استان کبک کانادا است. در سرشماری سال ۲۰۱۱ این شهر ۳۱۰ نفر جمعیت داشته‌است و مساحت آن ۲۸۹٫۰۸ کیلومتر مربع است.